# Mela
Mela je naselje in občina v francoskem departmaju Corse-du-Sud regije - otoka Korzika. Leta 1999 je naselje imelo 40 prebivalcev.

## Geografija
Kraj leži v goratem južnem predelu otoka Korzike znotraj regionalnega naravnega parka Korzike, 23 km severovzhodno od Sartène.

## Uprava
Občina Mela skupaj s sosednjimi občinami Altagène, Aullène, Cargiaca, Loreto-di-Tallano, Olmiccia, Quenza, Serra-di-Scopamène, Sorbollano, Sainte-Lucie-de-Tallano, Zérubia in Zoza sestavlja kanton Tallano-Scopamène s sedežem v Serra-di-Scopamène. Kanton je sestavni del okrožja Sartène.
1. ↑  »Populations légales 2016«. Nacionalni inštitut za statistične in gospodarske raziskave. Pridobljeno 25. aprila 2019.